# Klaus Barbie
Nikolaus "Klaus" Barbie (sinh ngày 25/10/1913 tại Bad Godesberg, Đức, chết 25/09/1991 tại Lyon, Pháp), còn có tên là Klaus Altmann khi sống ở Nam Mỹ, là một tội phạm chiến tranh Đức Quốc xã bị kết án nhiều lần. Trong Thế chiến thứ 2 Klaus Barbie là một SS-Hauptsturmführer (tương đương đại úy), thành viên Gestapo, được biết đến như là "Đồ tể thành Lyon" nước Pháp .
Sau chiến tranh, các cơ quan tình báo Hoa Kỳ đã sử dụng Barbie vì những nỗ lực chống cộng sản, sau đó đã giúp ông thoát sang Nam Mỹ, tránh sự truy lùng của nước Pháp. Tại Nam Mỹ Cơ quan tình báo Liên bang Đức (BND, Bundesnachrichtendienst) cũng đã tuyển mộ ông ta trong các hoạt động ở đây, và có thể là ông ta cũng đã giúp CIA trong việc theo dõi và dẫn đến sát hại nhà cách mạng người Argentina Che Guevara năm 1967 tại Bolivia. Barbie cũng được coi là đã nhúng tay vào cuộc đảo chính ở Bolivia do Luis García Meza Tejada cầm đầu ngày 17/07/1980, vốn có biệt danh "đảo chính cocain". Sau sự sụp đổ của chế độ độc tài García Meza, Barbie không còn được chính phủ Bolivia bảo vệ. Năm 1983 Barbie bị bí mật đưa sang Pháp, nơi ông bị kết tội về tội ác chống lại loài người, chịu án tù chung thân, và chết vì ung thư trong tù ngày 23 tháng 9 năm 1991.